# Mercedes Cup 1995
Il Mercedes Cup 1995 è stato un torneo di tennis giocato sulla terra rossa.
È stata la 18ª edizione del Mercedes Cup, che fa parte della categoria Championship Series 
nell'ambito dell'ATP Tour 1995. Si è giocato a Stoccarda in Germania, dal 17 al 24 luglio 1995.

## Campioni

### Singolare
Thomas Muster ha battuto in finale  Jan Apell con il punteggio di 6–2, 6–2

### Doppio
Tomás Carbonell /  Francisco Roig hanno battuto in finale  Ellis Ferreira /  Jam Siemerink con il punteggio di 6–1, 6–7, 7–5